# V337 Киля
V337 Киля (q Киля, q Car / q Carinae) — звезда в созвездии Киля. Звезда удалена от Земли на расстояние 736 световых лет.
V337 Киля — оранжевый гигант спектрального класса К с видимой звёздной величиной +3.39. Звезда произвольно меняет свою яркость в пределах от +3.36 до +3.44 и относится к неправильным переменным звёздам.